# Joseph-Anne-Amédée-François Ripert-Monclar
Joseph-Anne-Amédée-François Ripert-Monclar (* 31. Mai 1844; † 1921) war ein französischer Botschafter.

## Leben
Die Eltern von Joseph-Anne-Amédée-François Ripert-Monclar waren Marie-Clémentine de Jernignham
und André-Victor-Amèdée marquis de Ripert de Monclar (* 25. Dezember 1807; † 1864) ein Karlist und Wirtschaftswissenschaftler
Ripert-Monclar studierte Rechtswissenschaft und wurde am 9. Januar 1865 zum Doktor promoviert.
Er war Konsul in Bremen, trat 1864 in den auswärtigen Dienst und wurde 1866 der französischen Botschaft in Mexiko zugeteilt. Maximilian I. (Mexiko) nahm ihn als Offizier in den Orden de Notre-Dame de Guadalupe auf.
1870 wurde Ripert-Monclar als Botschaftssekretär in Lima, Peru, Geschäftsträger.
Vom 19. Juli 1883 bis 31. Dezember 1884 war er Geschäftsträger in Montevideo in Uruguay.
1890 war Ripert-Monclar Generalkonsul in Havanna auf der spanischen Kolonie Kuba.
Vom 26. März 1895 bis 4. Dezember 1902 war Ripert-Monclar französischer Gesandter in Caracas.